# 要さえこ
要 さえこ（かなめさえこ、1987年9月13日 - ）は、日本の女性モデル、タレント。鹿児島県奄美大島出身。

## 来歴
- 高校生の頃地元大島紬のファッションショーにてモデルデビュー。
- 2009年ミス湘南に選ばれそれからグラビアの活動を始める。
- 2011年より車番組『CAR Xs』のリポーターを務める。
- 2013年よりFMえどがわ『Wonderful　Car　Life』でパーソナリティを始める。
- レースクイーンとしても活動していたが、現在レースクイーン、そしてグラビアは引退している。

## 人物
- 父・母・姉の4人家族である
- 実家で犬を飼っている。オスのチワワで名前はパピという。
- JAF国内B級ライセンスを持っており、いずれは国内級ライセンスが欲しいらしい（ラジオより）。
- 趣味：映画鑑賞、カメラ
- 特技：カート、BILLI BOW
- 好きな色：ゴールド、ピンク

## 主な出演作品

### テレビ
- パパと娘の7日間（TBS）
- 中居正広の金曜日のスマたちへ（TBS）赤服2010年 - 現在
- おもいッきりDON!（日本テレビ）
- 『ぷっ』すま （テレビ朝日）
- タモリ倶楽部「空耳アワー」（テレビ朝日）
- 『小島×狩野×エスパー3P』（TOKYO MX）特典DVD
- 『空から日本を見てみよう』（テレビ東京）
- 宇宙犬作戦（テレビ東京）モデル役
- CAR Xs（TOKYO MX、テレビ埼玉、群馬テレビ、とちぎテレビ）レギュラーリポーター、2011年 - 現在
- ネプリーグ（フジテレビ）
- ガキの使いやあらへんで（日本テレビ）

### CM
- ハリコレ　トクホン
- 健康生活　もちもちダイエットおやき
- アジエンス（トレインチャンネル）
- トリンプ
- シェイクウェイトG
- 金馬車

### ショー
- ARAKAWAコレクション2006
- 杉野服飾大学コレクション2006
- ファッションクリエータコンテスト2006（2008年度も出場）
- グルービーナイト2007（翌年2008年も出場）
- 美容習慣コンテスト
- TACコンテスト
- バンタン卒業制作コレクション2008（翌年2009年2010年も出場）
- 文化服装学院ファッションショー
- 自由が丘女神祭2008
- TOKYO　HAIRS　LEAGUE2010
- 第７回　武市昌子杯　振袖・留袖・花嫁着付技術選手権
- AHA Hair & MakeUp Contest Japan2011
- ハマカラドレスショー
- TOP MASTERS

### WEB
- すもも
- myzo「日娘図鑑」
- GISELeGOLF
- DOUBLE STANDAR CLOTHING　 p;kuku
- ガッパー
- バケスタ
- J SPORTSペダルオトメ
- 17LIVE 認証ライバー（～2019年12月）
- ぽこちゃ事務所所属ライバー（2020年1月～）

### ラジオ
- LOVE LOVE NIGHT（FM多摩）
- Wonderful　Car　Life（FMえどがわ）パーソナリティ2013年４月〜

### 広告
- KOZOヘアスタイルモデル
- ランスタッド
- ベルミエール
- 浅草写真館パンフレットモデル
- トーブモータースクールラッピングバス
- ミラコラビアンカカタログモデル
- 飲まなく茶
- ザバス
- NIKEマジトレ

### 雑誌
- L25（リクルート）
- Xa CAR（交通タイムズ社）
- ロードライダー（バイクブロス）
- ゼクシィ（リクルート）
- 86&BRZマガジン（交通タイムズ社）

### グラビア
- ダイナマイトチャンネル
- 携帯サイト　男の願望
- WHY Ymode
- サーキットの星

### レースクイーン
- 茂原ツインリンクサーキットレースクイーン
- DUCATIレースクイーン2011
- WITH ME GAL2011
- 三和トレーディングレースクイーン2011
- Circuit Angels MINI38号車ドライバー
- ST2 CAR Xs with team ARAIレースクイーン2012（スーパー耐久）
- Verity&BOMEX JLOC GAL2012（SUPER GT）

### その他
- BULL　GIRL
- ミス湘南2009フォトジェニック賞[3]
- TRIBELATE vol.25 〜Hybrid Club Fight〜（ラウンドガール）
- TRIBELATE vol.26 〜Hybrid Club Fight〜（ラウンドガール）
- Muay　Thai　WINDY　Super　Fight　Vol.14（ラウンドガール）
- シュートボクシングS-cup2010ラウンドガール『S-cup2010』ラウンドガール決定![4]
- ブライドル
- DREAM.18＆GLORY4〜大晦日SPECIAL 2012〜』ラウンドガール[5]
- Road to GLORY JAPAN
- ビデオオプション（バブルのすべて）